# Carbonat
Els carbonats, en química inorgànica, són sals de l'àcid carbònic (H₂CO₃) o èsters amb el grup R-O-C(=O)-O-R'. En química orgànica els carbonats són èsters de l'hipotètic àcid carbònic. Es poden formar a partir de fosgen (Cl₂C=O) i l'alcohol corresponent. Les sals tenen en comú l'anió CO₃2- i es deriven de l'àcid carbònic H₂CO₃. Segons l'acidesa o alcalinitat de la dissolució estan en equilibri amb l'hidrogencarbonat i el diòxid de carboni.
En geologia i mineralogia, els carbonats refereixen tant als minerals carbonats com a les roques carbonatades, formades principalment per minerals carbonats; tant les roques com els minerals presenten l'ió CO₃2- com a ió principal. Els minerals carbonats són molt comuns en la superfície terrestre, sent els més abundants, la calcita, la dolomita, l'aragonita o la siderita, entre d'altres. Les roques carbonatades més comunes són d'origen sedimentari com ara les roques calcàries o dolomites, malgrat que també poden tenir origen ígni com les carbonatites.
Els policarbonats basats en dialcohols com el 2,2-bis(4-hidroxifenil)-propà (HOC₆H₄-C(CH₃)₂-C₆H₄OH) tenen importància en la industrial com a matèria primera per a fabricar CD's o com substitut del vidre.
Un carbonat de recent descobriment, la putnisita, també conté l'anió sulfat, per la qual cosa encara no està clara la seva classificació definitiva.

## Carbonats com a formadors de roques
Els carbonats són un component fonamental en la formació de les roques carbonatades, és a dir, aquelles en les quals els minerals carbonats, habitualment calcita i dolimita, superen el 50% del material. Per tal que les roques siguin considerades carbonatades, cal que aquest 50% de carbonat no inclogui el ciment. En cas de tenir ciment carbonatat, és possible que s'estigués davant una roca formada per processos de carbonatació, és a dir, una roca que ha sofert un procés epigenètic amb introducció de minerals carbonats que, o bé reemplacen els minerals preexisten, o en canvi, omplen espais intersticials.
Les roques amb un contingut rellevant de carbonat poden ser tant sedimentàries, com ígnies o metamòrfiques, malgrat que les primeres són les més abundants i conegudes. Entre les roques sedimentàries, destaquen les calcàries (formades principalment per calcita) o les dolomies (formades majoritàriament per dolomita). Entre les ígnies, destaquen les carbonatites, que contenen més d'un 50% de carbonat d'origen magmàtic i entre les metamòrfiques, destaquen els marbres, roques abundants i molt emprades en construcció.